# Musée de la motorisation

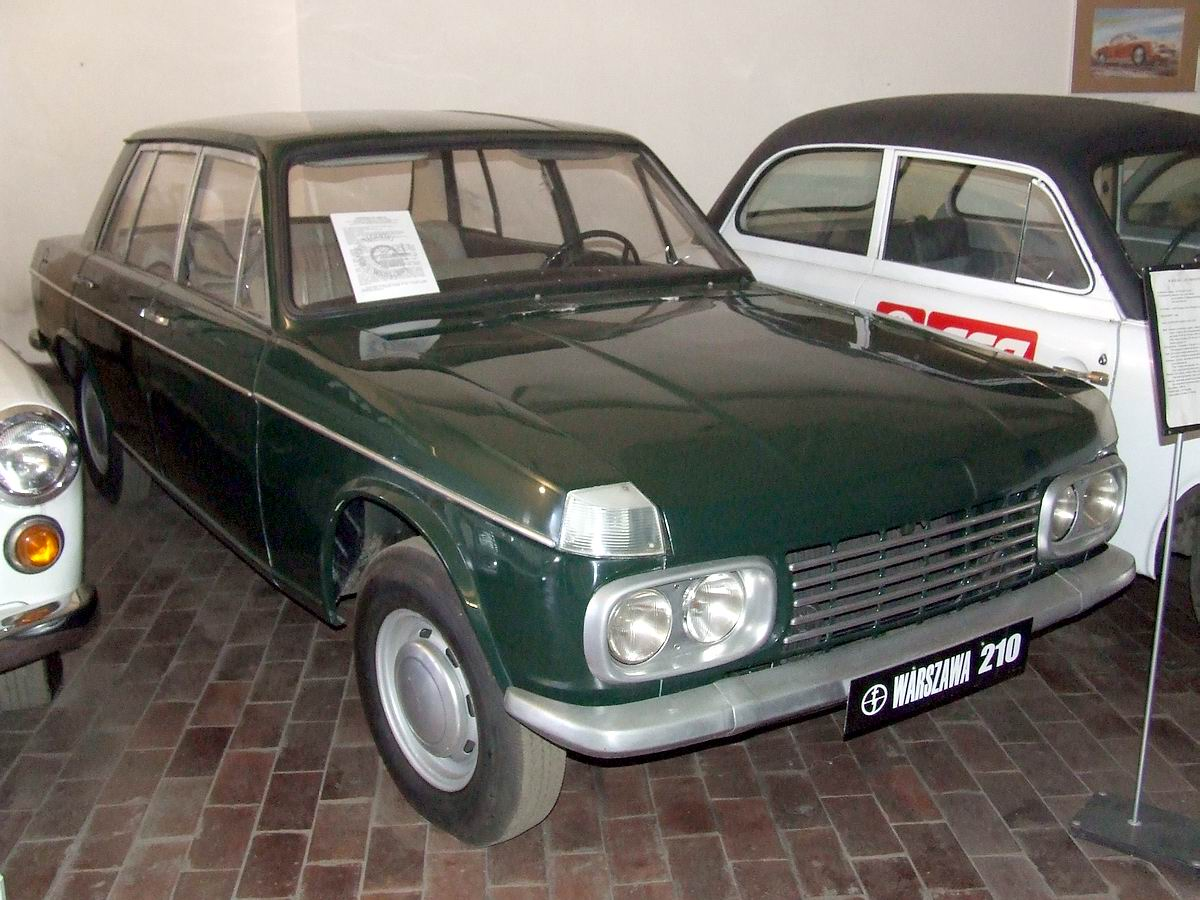
Warszawa210

Le musée de la motorisation (en polonais Muzeum Motoryzacji w Warszawie) est une filiale du Musée de la technique de Varsovie.

## Histoire
Le musée a été inauguré le 21 mars 2009 avec une partie de la collection du musée de l'industrie. En effet ce dernier a du fermer en 2008. Le sort du musée de la motorisation n'a guère plus de chance. Le 7 janvier 2014 il a été délocalisé de la rue Filtrowa 62 pour rester temporairement sans siège. Une part de sa collection est exposée au musée de la technique.

## Les collections
Le musée abrite des voitures et des motocyclettes, pour la plupart de fabrication polonaises. Parmi les véhicules on trouve:
- une Humber de 1908
- une Ford T de 1926
- une Packard ayant appartenu à Ignacy Mościcki, président de la République de Pologne de 1926 à 1939.
- une Cadillac blindée construite pour le maréchal Józef Piłsudski
- une FSO Syrena
- une Warszawa M20
- une Warszawa 210 (prototype)
- une Syrena 110 (prototype)
- une FSO Ogar (prototype)
- une FSO Wars (prototype)
- une Polonez Analog (prototype)
- une Fiat 125P 4x4 (prototype)
- une Mikrus MR-300
- une FSM Beskid (prototype)
- une Smyk (prototype)